# Mischocarpus hainanensis
Mischocarpus hainanensis là một loài thực vật có hoa trong họ Bồ hòn. Loài này được H.S. Lo mô tả khoa học đầu tiên năm 1974.